# Dichotomius enrietti
Dichotomius enrietti là một loài bọ cánh cứng trong họ Bọ hung (Scarabaeidae).